# Чемпионат мира по хоккею с мячом 2026
Чемпионат мира по хоккею с мячом 2026 года — первенство мира, турнир А которого, пройдёт с 12 по 18 января в городе Пори, Финляндия на открытом льду . Одновременно там же пройдёт чемпионат мира среди женщин. Финляндия станет хозяйкой турнира после 25-летнего перерыва.  